# Mimbrescultuur

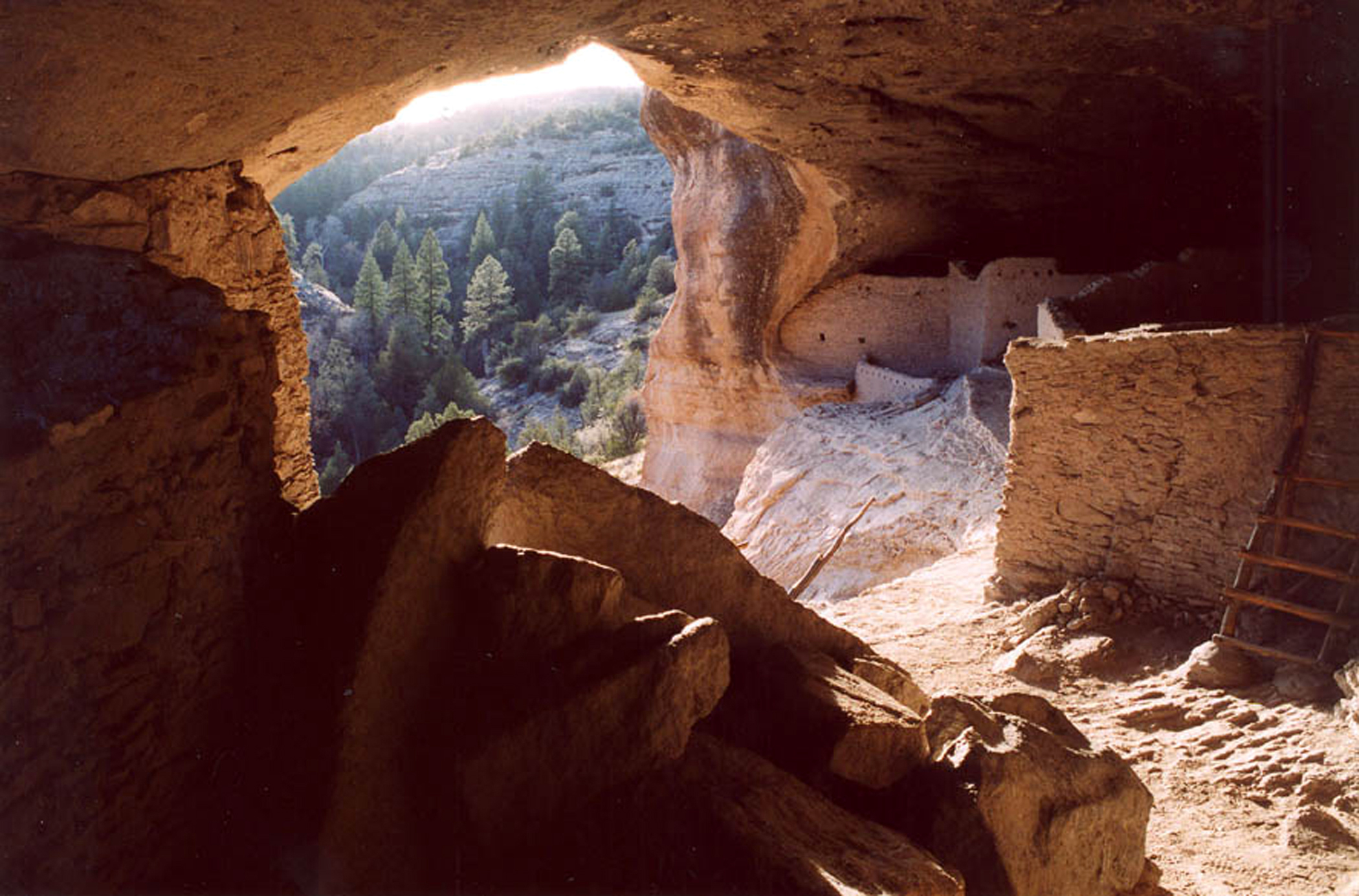
Uitkijkend vanuit een van de Gila Cliff-grotwoningen

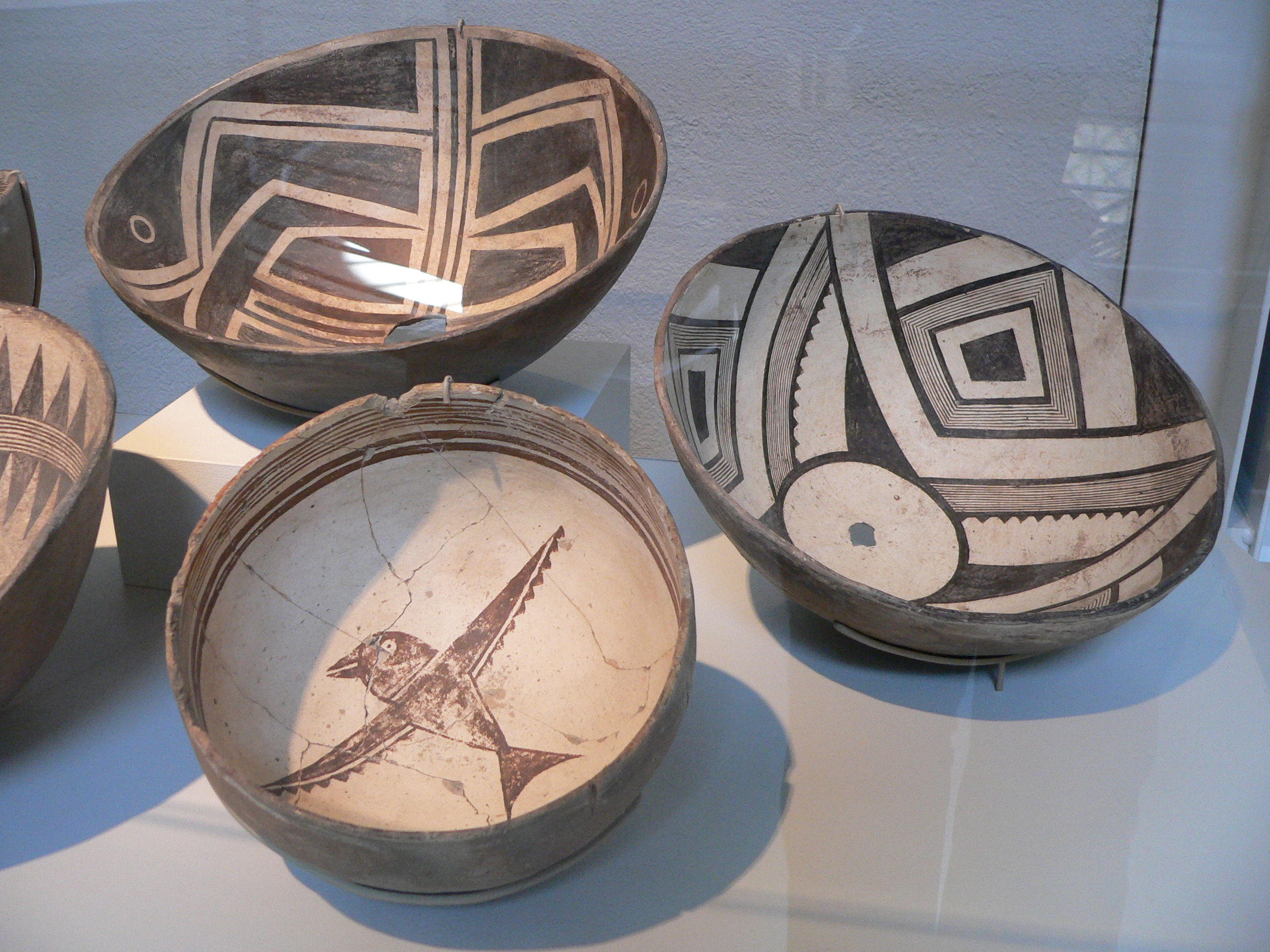
Mimbres-kommen aan de Stanford-universiteit

De Mimbrescultuur of Mimbres-fase is een archeologische deelcultuur of fase van de Mogolloncultuur. De Klassieke Mimbres-fase duurde van ongeveer 1000 tot 1130 AD.
De Mimbres-tak maakte deel uit van het grotere Mogolloncultuurgebied, gecentreerd in de Mimbres-vallei en omvatte de bovenste Gila en delen van de bovenste San Francisco-rivieren in het zuidwesten van New Mexico en het zuidoosten van Arizona, evenals de Rio Grandevallei en haar westelijke zijrivieren in het zuidwesten van New Mexico. Onderscheid tussen de Mimbres-tak en andere delen van het Mogolloncultuurgebied is het duidelijkst tijdens de Three Circle- (825-1000) en Classic Mimbres-fasen (1000-1150), tijdens welke architectuur en zwart-wit geschilderd aardewerk plaatselijk onderscheidende vormen en stijlen aannamen. Klassiek aardewerk uit de Mimbres-fase is zeer gewild, en klassieke Mimbres-aardewerkontwerpen (voornamelijk afkomstig van de Swarts Ruin-opgravingen van 1924-1927) werden van 1936 tot 1970 nagebootst op het porseleinen servies "Mimbreños" van de Santa Fe Railroad.
De kuilhuis-nederzettingen van de Three Circle-fase binnen de Mimbres-tak zijn onderscheidend. de huizen zijn vierhoekig, meestal met scherpe hoeken, gepleisterde vloeren en wanden en gemiddeld zo'n 17 m2 in vloeroppervlak. De lokale aardewerkstijlen omvatten vroege vormen van Mimbres Black-on-White ("Boldface"), rood-op-crème en getextureerd tafelgerei. Grote ceremoniële bouwwerken (vaak " kiva's " genoemd, een term uit de Hopi-taal met een specifieke betekenis, die mogelijk ten onrechte algemeen toegepast word op de Noord-Pueblovolkeren) zijn diep in de grond gegraven en bevatten vaak onderscheidende ceremoniële kenmerken zoals voettrommels. 
Classic Mimbres-fase pueblo's kunnen behoorlijk groot zijn, sommige bestaan uit clusters van gemeenschappen, elk met tot 150 kamers en gegroepeerd rond een open plein. De ceremoniële structuren waren anders dan de voorgaande kuihuis-periodes. De meest voorkomende waren ceremoniële kamers binnen kamerblokken. Er worden ook kleinere vierkante of rechthoekige halfondergrondse kiva's met dakopeningen gevonden. De grootste Classic Mimbres-locaties bevinden zich in de buurt van uitgestrekte gebieden met goed bewaterde uiterwaarden die geschikt zijn voor maïslandbouw, hoewel er ook kleinere dorpen in hooggelegen gebieden zijn.

## Mimbres-aardewerk
Het aardewerk, met name kommen, geproduceerd in het Mimbresgebied is onderscheidend in stijl, en beschilderd met geometrische ontwerpen en representatieve afbeeldingen van dieren, mensen en culturele iconen in zwarte verf op een witte achtergrond. Sommige van deze afbeeldingen suggereren relaties met culturen in Noord- en Midden-Mexico. De uitgebreide decoraties suggereren dat de Mimbres een rijk ceremonieel leven genoten. Vroeg-Mimbres Black-on-White-aardewerk, genaamd Mimbres Style I (voorheen Boldface Black-on-White), wordt voornamelijk gekenmerkt door gedurfde geometrische ontwerpen, hoewel sommige vroege voorbeelden menselijke en dierlijke figuren bevatten.

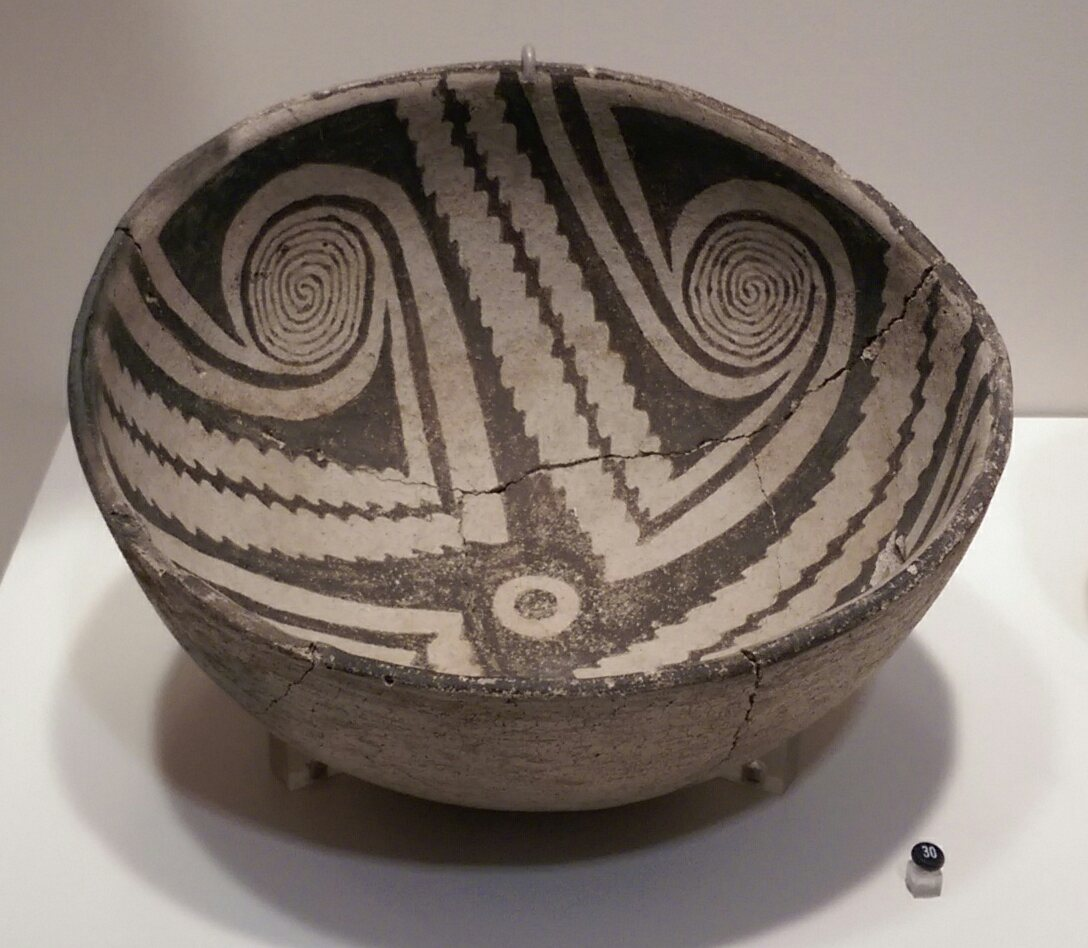
Mimbres Black-on-White-kom, c. 1000–1150 AD aan de California Academy of Sciences

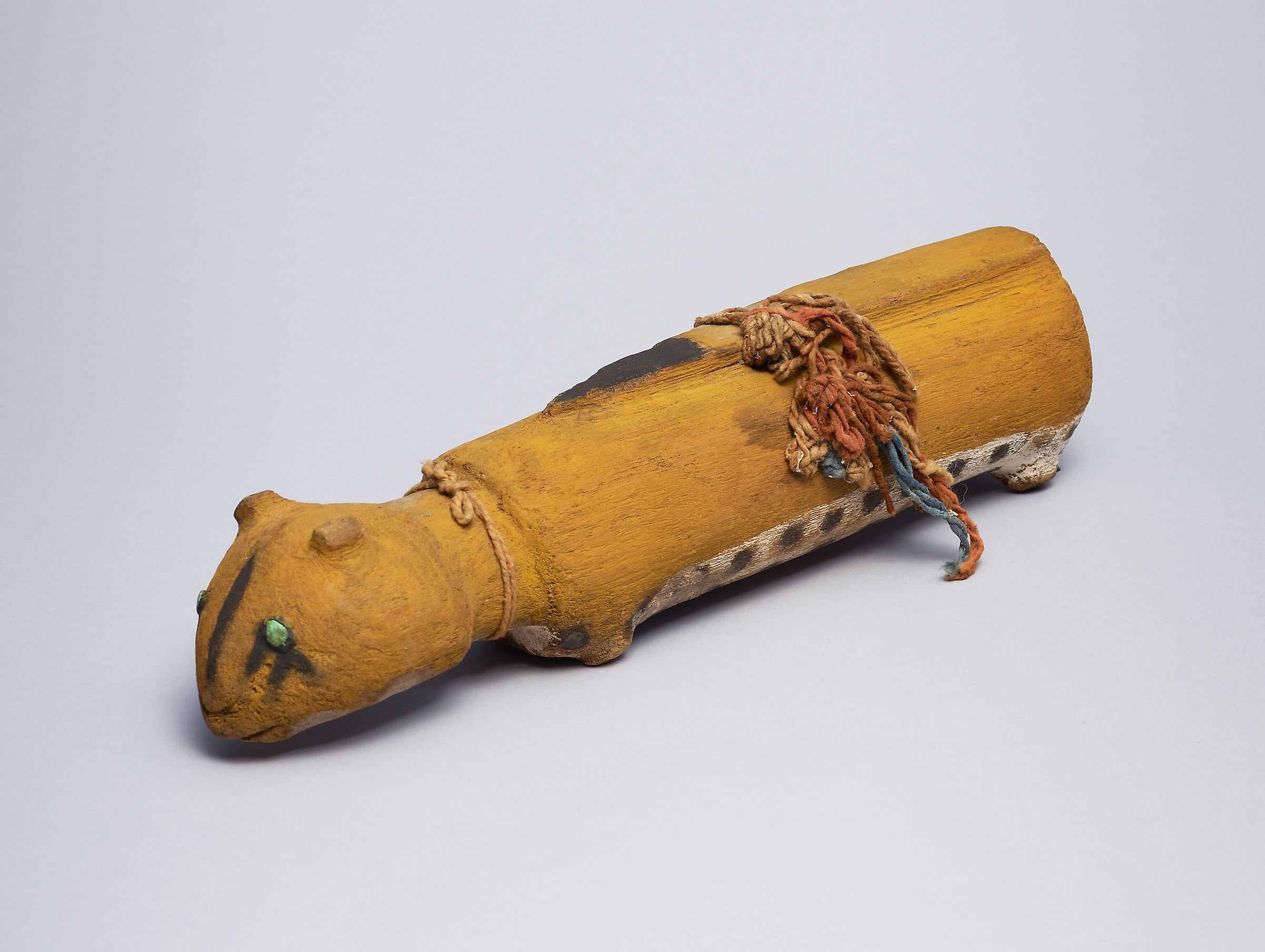
beeltenis van een poema uit 1300-1400, gevonden in een grot in het Mimbres-gebied

Zowel de geometrische als figuratieve ontwerpen werden in de loop van de tijd steeds verfijnder en diverser. Classic Mimbres Black-on-White-aardewerk (Style III) wordt gekenmerkt door uitgebreide geometrische ontwerpen, verfijnd penseelwerk, inclusief zeer fijn lijnwerk, en kan figuren bevatten van een of meer dieren, mensen of andere afbeeldingen die worden begrensd door eenvoudige randbanden of door geometrische decoratie. Vogelfiguren komen vaak voor op Mimbres-potten, waaronder afbeeldingen zoals kalkoenen die zich voeden met insecten en een man die vogels vangt in een tuin. Visfiguren werden ook afgebeeld op Mimbres-aardewerk, sommige daarvan mariene soorten die typisch voorkomen in de Golf van Californië. 
Mimbres-kommen worden vaak gevonden in verband met begrafenissen, meestal met een in het midden geslagen gat, bekend als kill holes. Er zijn vaak kommen gevonden met kill holes die het gezicht van de begraven persoon bedekten. Archeologisch bewijs suggereert echter dat het meeste aardewerk niet met de doden werd begraven. Slijtagesporen aan de binnenkant van kommen laten zien dat ze daadwerkelijk werden gebruikt en niet alleen zijn geproduceerd als grafgiften. De kenmerkende stijl, die menselijke figuren met diamantvormige ogen en terugwijkende kinnen omvatte, creëerde vanaf de jaren zestig vraag op de zwarte markt. Vandalisme en plunderingen van graven namen toe en gaan door tot op de dag van vandaag. 
Mimbres-aardewerk is zo onderscheidend dat tot voor kort het einde van de productie rond 1130 tot 1150 werd gelijkgesteld met de "verdwijning" van de mensen die het maakten. Meer recent onderzoek geeft aan dat er inderdaad aanzienlijke ontvolking plaatsvond in de Mimbres-vallei, maar dat sommige overgebleven populaties daar bleven bestaan. Zowel daar als in de omliggende gebieden veranderden mensen hun aardewerkstijlen om meer te lijken op die van naburige cultuurgebieden, en verspreidden zich naar andere woonlocaties met verschillende soorten architectuur.